# Citharinidae
I Citarinidi sono una famiglia di pesci ossei diffusi in tutte le acque dolci africane (esclusi Sahara, Madagascar e Sudafrica), affini ai Caracidi. Raramente sono conosciuti come pesci cetra, poiché il loro nome deriva dal greco, dove kitharia siognifica appunto cetra.

## Specie
La famiglia è divisa in due sottofamiglie, con caratteristiche difformi tra loro.

### Citharininae
Questa sottofamiglia presenta pesci con testa prominente e minuta, con corpo alto, compresso ai lati, dorso arcuato a vertice e pinne forti e robuste. Le grosse dimensioni (da 19 a 85 cm, secondo la specie) fanno di questi pesci dei grandi predatori nelle acque africane. Hanno carattere aggressivo. Solitamente la livrea di questi pesci è bruno-argentea, con pinne scure.
- Genere Citharidium
  - Citharidium ansorgii
- Genere Citharinops
  - Citharinops distichodoides
    - Citharinops distichodoides distichodoides
    - Citharinops distichodoides thomasi
- Genere Citharinus
  - Citharinus citharus
    - Citharinus citharus citharus
    - Citharinus citharus intermedius

  - Citharinus congicus
  - Citharinus eburneensis
  - Citharinus gibbosus
  - Citharinus latus
  - Citharinus macrolepis

### Distichodontinae
I pesci di questa sottofamiglia presentano forme diverse. 
 
I generi Belonophago, Paraphago e Phago hanno corpo sigariforme, allungato e sottile, mentre i pesci del genere Distichodus presentano un corpo molto simile ai Citharininae, anche se con dimensioni più contenute e colori vivaci. Le altre specie sono molto simili ai Caracidi. 

Le piccole dimensioni (da 2 a 34 cm) e le livree interessanti hanno stimolato l'interesse degli acquariofili: sono infatti considerati pesci di nicchia e di grande attrazione.
- Genere Belonophago
  - Belonophago hutsebouti
  - Belonophago tinanti
- Genere Congocharax
  - Congocharax gossei
  - Congocharax olbrechtsi
  - Congocharax spilotaenia
- Genere Dundocharax
  - Dundocharax bidentatus
- Genere Distichodus
  - Distichodus affinis
  - Distichodus altus
  - Distichodus antonii
  - Distichodus atroventralis
  - Distichodus brevipinnis
  - Distichodus decemmaculatus
  - Distichodus engycephalus
  - Distichodus fasciolatus
  - Distichodus hypostomatus
  - Distichodus kolleri
  - Distichodus langi
  - Distichodus lusosso
  - Distichodus maculatus
  - Distichodus mossambicus
  - Distichodus niloticus
  - Distichodus noboli
  - Distichodus notospilus
  - Distichodus petersii
  - Distichodus rostratus
  - Distichodus rufigiensis
  - Distichodus schenga
  - Distichodus sexfasciatus
- Genere Eugnathichthys
  - Eugnathichthys eetveldii
  - Eugnathichthys macroterolepis
- Genere Hemigrammocharax
  - Hemigrammocharax angolensis
  - Hemigrammocharax lineostriatus
  - Hemigrammocharax machadoi
  - Hemigrammocharax minutus
  - Hemigrammocharax monardi
  - Hemigrammocharax multifasciatus
  - Hemigrammocharax ocellicauda
  - Hemigrammocharax uniocellatus
  - Hemigrammocharax wittei
- Genere Hemistichodus
  - Hemistichodus lootensi
  - Hemistichodus mesmaekersi
  - Hemistichodus vaillanti
- Genere Ichthyborus
  - Ichthyborus besse
  - Ichthyborus monodi
  - Ichthyborus ornatus
  - Ichthyborus quadrilineatus
- Genere Mesoborus
  - Mesoborus crocodilus
- Genere Microstomatichthyoborus
  - Microstomatichthyoborus bashforddeani
  - Microstomatichthyoborus katan
- Genere Nannaethiops
  - Nannaethiops unitaeniatus
- Genere Nannocharax
  - Nannocharax altus
  - Nannocharax ansorgii
  - Nannocharax brevis
  - Nannocharax elongatus
  - Nannocharax fasciatus
  - Nannocharax fasciolaris
  - Nannocharax gracilis
  - Nannocharax hollyi
  - Nannocharax intermedius
  - Nannocharax latifasciatus
  - Nannocharax lineomaculatus
  - Nannocharax luapulae
  - Nannocharax macropterus
  - Nannocharax maculicauda
  - Nannocharax micros
  - Nannocharax niloticus
  - Nannocharax occidentalis
  - Nannocharax ogoensis
  - Nannocharax parvus
  - Nannocharax procatopus
  - Nannocharax pteron
  - Nannocharax reidi
  - Nannocharax rubrolabiatus
  - Nannocharax schoutedeni
  - Nannocharax seyboldi
  - Nannocharax taenia
- Genere Neolebias
  - Neolebias ansorgii
  - Neolebias axelrodi
  - Neolebias gracilis
  - Neolebias kerguennae
  - Neolebias lozii
  - Neolebias philippei
  - Neolebias powelli
  - Neolebias trewavasae
  - Neolebias trilineatus
  - Neolebias unifasciatus
- Genere Paradistichodus
  - Paradistichodus dimidiatus
- Genere Paraphago
  - Paraphago rostratus
- Genere Phago
  - Phago boulengeri
  - Phago intermedius 
  - Phago loricatus
- Genere Xenocharax
  - Xenocharax spilurus